# Zvonko Pamić
Zvonko Pamić (ur. 4 lutego 1991 w Puli) – chorwacki piłkarz, pomocnik, obecnie zawodnik klubu NK Lokomotiva Zagrzeb, do którego jest wypożyczony z Dinamo Zagrzeb.

## Kariera
Zvonko Pamić karierę rozpoczynał w ówczesnej trzecioligowej NK Žminj. Zagrał dla niej w osiemnastu meczach i strzelił trzy gole. W zimowym okienku transferowym w 2008 przeszedł do NK Rijeka. Niedługo potem został wypożyczony do trzecioligowego NK Karlovac. Razem z drużyną awansował wkrótce do Prvej ligi. Zagrał w niej 73 meczów, strzelając 22 goli.
W 2010 zawodnika kupił Bayer 04 Leverkusen, lecz od razu został wysłany na wypożyczenie do SC Freiburg. Latem 2011 wypożyczono go do MSV Duisburg. W 2013 roku odszedł do Dinama Zagrzeb. W sezonie 2014/2015 był wypożyczony do klubu Istra 1961. W 2015 wypożyczono go do NK Lokomotiva Zagrzeb.

## Kariera reprezentacyjna
Zvonko Pamić jak do tej pory grał w młodzieżowych reprezentacjach Chorwacji U-17, U-19 oraz U-21. W meczu z reprezentacją Portugalii, który został rozegrany w ramach Mistrzostw Europy U-19 w 2010 roku, zdobył hat-tricka, a mecz zakończył się wynikiem 5:0 dla „Vatreni”. Ostatecznie Chorwaci zajęli 3. miejsce, zaś Pamić zajął ex aequo drugie miejsce w klasyfikacji strzeleców turnieju.

## Sukcesy
- Trzecie miejsce w ME U-19 2010 z Reprezentacją Chorwacji U-19
- II miejsce w klasyfikacji strzeleckiej ME U-19 2010 ex aequo z Cédriciem Bakambu i Alexandrem Lacazette (3 gole)